# Felix Faber
Felix Faber (alemany: Felix Schmid; llatí: Felix Faber; nascut entre el 1438 i el 1442 a Zúric i mort el 14 de març del 1502 a Ulm, fou un frare dominic i escriptor conegut sobretot pel seu Evagatorium, un extens relat ple de vida d'un viatge a Terra Santa. El 1877, l'Allgemeine Deutsche Biographie el descrigué com «el pelegrí més destacat del segle xv».

## Biografia
Faber era fill de Jos Schmid i Clara von Issnacht, així com nebot de Rudolf Stüssi, burgmestre de Zúric. Es referia a si mateix amb el nom llatinitzat Felix Faber (sovint donat com a Felix Fabri per confusió amb el cas genitiu del llatí). El 1452 ingressà al convent dels Predicadors de Basilea, el dia de la seva santa patrona, Caterina d'Alexandria, el 25 de novembre. Exactament un any més tard feu el seu vot religiós.
Faber presumiblement fou un dels frares enviats de Basilea el 1468 per reformar el convent d'Ulm, on treballà com a lector i predicador respectat fins a la seva mort el 1502. Alhora, fou pastor dels convents femenins reformats dels voltants.
El 1467 feu un pelegrinatge a Aquisgrà. Per afers de l'orde, el 1476 viatjà a Roma, el 1482 a Colmar, el 1485 o 1486 a Nuremberg i el 1486 i 1487 a Venècia. Recorregué Palestina dues vegades, primer el 1480 i després el 1483/84. Els seus pelegrinatges el portaren d'Ulm a Jerusalem, el monestir de Santa Caterina del Sinaí, el Caire i Alexandria.
Faber era partidari de la difusió del rosari impulsada pels dominics.